# Lidia Matynian
Lidia Irena Matynian (Matynian-Hałoń) – polska dyrygent, dr hab., profesor Katedry Chóralistyki Wydziału Twórczości, Interpretacji i Edukacji Muzycznej Akademii im. Krzysztofa Pendereckiego w Krakowie.

## Życiorys
Studiowała w Akademii Muzycznej w Krakowie, 19 stycznia 2011  uzyskała tytuł profesora sztuk muzycznych. Została zatrudniona na stanowisku profesora nadzwyczajnego w Instytucie Dyrygentury Chóralnej, Edukacji Muzycznej i Rytmiki na Wydziale Twórczości, Interpretacji i Edukacji Muzycznej Akademii im. Krzysztofa Pendereckiego w Krakowie, prorektora Akademii Muzycznej w Krakowie, oraz dziekana na Wydziale Dyrygentury Chóralnej, Edukacji Muzycznej i Muzyki Kościelnej Akademii Muzycznej w Krakowie.
Była dyrektorem w Instytucie Dyrygentury Chóralnej, Edukacji Muzycznej i Rytmiki na Wydziale Twórczości, Interpretacji i Edukacji Muzycznej Akademii im. Krzysztofa Pendereckiego w Krakowie.
Jest profesorem Katedry Chóralistyki Wydziału Twórczości, Interpretacji i Edukacji Muzycznej Akademii im. Krzysztofa Pendereckiego w Krakowie i członkiem Rady Ośrodka Badań nad Kulturą Ormiańską w Polsce PAU.

## Odznaczenia i wyróżnienia
- Odznaka honorowa „Zasłużony dla Kultury Polskiej”[3]
- Srebrny Krzyż Zasługi (2004)[4]
- Złoty Krzyż Zasługi (2012)[5]